# マジョレット
マジョレット（仏:majorette）は、フランスのミニカーブランドである。

## 概要
マジョレットの由来は英語のMajorとフランス語の「小さい」を表すetteが結び付いた造語である「小さな巨人」を意味している。マジョレットはヨーロッパの著名な３インチミニカーブランドの一角であるが、度々破産や買収劇が起こっている。ただし、一部の金型は失われることなく今日まで現存している（トヨタ・ランドクルーザーFJ40など）。WRCやグランツーリスモなどとも積極的にコラボしている。また、2020年代では、日本車のミニカー生産にも力を入れており、特に日本のミニカーブランドであるトミカでも製品化されていない日産・セフィーロ（A31）などがある。

## 製品

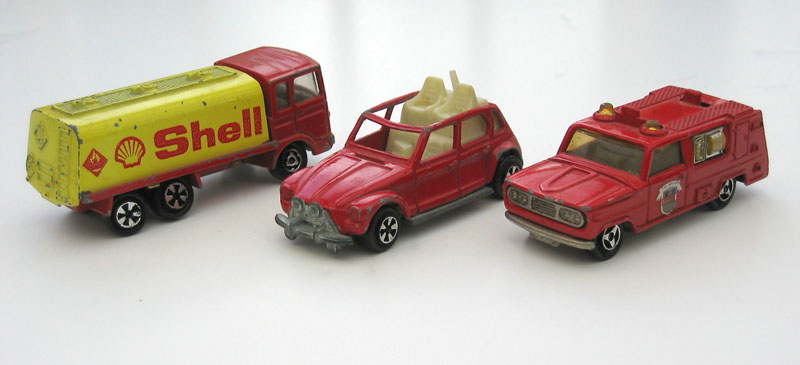
1975年に発売されたモデル。

### 日本の製品

#### 通常モデル
スーパーやトイザらスで販売される、菓子付きのもの。現在は菓子はガムだが、2005年辺りまでは10粒入ラムネであった。通常モデルは2017年まではその年の名前（2017年は2017年モデルなど）が付けられていたが2018年からはテーマごとに名前が決まるようになった。年3回ほど新シリーズが発売される。600円ほど。

#### プライムモデル
800円ほどのモデル。主にトイザらスとイオングループのスーパーで売られる。通常モデルにはないカラーバリエーションや金型があり、2025年現在はプライムモデル専用金型の登場が多い。製品のクオリティはもちろん通常より高い。

### 海外のラインアップ

#### ストリート／プレミアム／デラックス
海外での通常シリーズ。基本的にはブリスターごとの販売となっている。また、5台セットや20台セットなどもある。

#### ヴィンテージ
旧車を基にしたシリーズ。

#### チューンアップ
市販車にマジョレット独自の改造を施したシリーズ。2020年展開開始。改造後の名称は変更されている。基本的には通常モデルのバリエーションだがオリジナルの金型（トヨタ・GT86やフォード・ブロンコなど）がある。

#### レーシング（WRC・フォーミュラEなど）
実際のレースで使用された車両をモデルにしている。往年のラリー車からフォーミュラE、GT3車両など車両は多岐にわたる。

#### その他
その他にも飛行機や農場、工事現場などの車両がある。

#### プレイセット
プレイセットも他の３インチミニカーと同様に用意されている。日本ではトイザらスや並行輸入業者から入手可能。

## 日本国内での展開
日本国内ではカバヤ食品と提携し、主に食玩での販売が行われている（種類は上記参照）。その為、食玩を取り扱っているスーパーで売られていることがほとんどである。ただし、トイザらスでは独自のルートでトレーラーとミニカーがセットになったものが売られている(食玩ではない）。

## 歴史
1953年
Veron兄弟がフランスのリヨンにプラスチック玩具製造業のノレブ社を設立。 （NOREVを逆さ読みするとVERONとなる）
1961年
Emile VeronがRail-Route社を設立し、鉄道模型の製造を始める。 その後、ダイキャスト製ミニカーの製造を開始。
1967年
マジョレット社が設立。 当時、世界最大のダイキャストミニカーメーカーと言われた英国のマッチボックス社と市場を二分し、フランス最大のモデルカーメーカーになる。なお当時の生産拠点はフランスであった。
1978年
日本国内に於いてカバヤ食品と提携し菓子付き販売を開始。
1980年
フランスのコレクター向けミニカーで人気のSolido社を買収し、広告を積極的に展開した。世界60か国以上に輸出し、海外工場もポルトガル、ブラジルなどへ拡大。
1987年
生産拠点をタイに新設し、フランス本社工場をしのぐ規模と最新鋭の設備を導入。
1992年
世界的な景気後退を受け、破産を宣言。 1993年にIdeal Loisirs社に買収された後、1996年にTriumph-Adler社に引き継がれる。
2000年
ミニカーに限らず、鉄道模型、リモコンカーなどの様々な玩具を展開。
2003年
Solid社と共にSmoby Groupに買収され、「Smoby Majorette」として再スタート。
2008年
Smoby Groupが破綻し、フランスの金融投資家MI 29が買収。
2010年
Simba Dickie Groupの一員としてMajoretteブランドを再スタート。
2012年
津波がタイ工場を破壊したため、近代的な設備を導入した新工場を設立。
2015年
Simba Dickie Groupとして製品の再構築を完了。